# Qidan Guozhi
El Qidan Guozhi (契丹國志) es una colección histórica que relata la historia del pueblo kitán, que dio nacimiento a la dinastía Liao en 907. Fue compilado bajo la dirección de Ye Longli hacia el 1247.
Más breve que la historiografía oficial del reino Kitán, el Liao Shi, publicado un siglo más tarde, fue sin embargo una de las fuentes de esta última, a ejemplo de otros documentos como el Zizhi Tongjian.